# Suicide Note Pt. I
Suicide Note Pt.1 è un singolo del gruppo musicale statunitense Pantera, il secondo estratto dal loro ottavo album in studio The Great Southern Trendkill, pubblicato nel 1996. Il brano ha un prosieguo nella canzone Suicide Note Pt.2, traccia successiva nell'album.

## Descrizione
Suicide Note Pt.1 presenta un suono assai calmo, diversissimo dallo stile del gruppo. Essa è guidata dalla voce cupa di Phil Anselmo e la chitarra pizzicata di Dimebag Darrell e accompagnata da alcune parti cantate corali, inedite per il gruppo. La batteria si mantiene su un livello appena percettibile, come anche il basso.